# Musique sud-africaine
La musique sud-africaine témoigne d'un héritage musical culturellement varié, en lien avec la population multiethnique. Les genres les plus connus au niveau international sont le mbube, l'isicathamiya, le mbaqanga, l'afrofusion, le kwaito, la pop sud-africaine, l'afro house, le hip-hop sud-africain, l'electro shangaan, la bacardi house, la bolo house, le gqom et l'amapiano.
Les groupes et musiciens les plus connus et les plus importants du pays sont Solomon Linda, Miriam Makeba, Hugh Masekela, Stimela, Ladysmith Black Mambazo, Ray Phiri, Abdullah Ibrahim, Wouter Kellerman, Brenda Fassie, Seether, Die Antwoord, Jeremy Loops, Yvonne Chaka Chaka, Lucky Dube, Lebo M, Goldfish, Freshlyground, Black Coffee, Anatii, Zakes Bantwini, Master KG, Nomcebo Zikode, Nasty C, et Tyla.

## Histoire
Les premiers témoignages sur la musique en Afrique du Sud et en Afrique australe indiquent une fusion des traditions culturelles : africaine, européenne et asiatique. Le premier musicien du pays moderne, Enoch Sontonga, compose l'hymne national de l'Afrique australe, Nkosi Sikelel' iAfrika, en 1897. À la fin du XIXe siècle, les villes sud-africaines comme Le Cap sont suffisamment importantes pour attirer des musiciens étrangers, en particulier des joueurs de ragtime américains. Dans les années 1890, les Jubilee Singers d'Orpheus McAdoo popularisent les spirituals afro-américains.
Le groupe Makwaya (qui signifie « chœur ») mélange les hymnes européens avec les spirituals afro-américains et met l'accent sur le chant en harmonie.

## Musique populaire

### Hip-hop
En Afrique du Sud, la scène hip-hop croise le kwaito, un genre musical qui met en avant la culture africaine et les préoccupations sociétales. Des rappeurs comme Pope Troy ont utilisé des questions socio-économiques affectant le paysage politique sud-africain et la culture hip-hop, en employant une approche linguistique pour engager les masses dans des discussions sur les facteurs techniques contribuant à ces questions.
Le hip-hop sud-africain s'impose comme une force significative sur la scène musicale grand public du pays. Depuis ses origines en tant que forme d'expression politique au Cap dans les années 1990 jusqu'à l'émergence d'artistes comme HHP, AKA et Riky Rick, le hip-hop évolue au fil des décennies. Parmi les musiciens de hip-hop sud-africains les plus connus figurent Tuks Senganga, Cassper Nyovest, Nasty C, Kwesta, Khuli Chana, iFani, Mo'Molemi, Da L.E.S, Sjava, K.O, Frank Casino, Okmalumkoolkat, Fifi Cooper, Anatii, Emtee, Shane Eagle, YoungstaCPT, A-Reece, Costa Titch, et Big Zulu,,
Die Antwoord, un groupe de hip-hop alternatif, connait un succès mondial, reflétant la nouvelle contre-culture « Zef » dans ses « valeurs bon marché et sales ». Le groupe attire l'intérêt du monde entier avec son premier album auto-publié grâce à deux vidéos musicales percutantes et humoristiques publiées sur YouTube en 2010, qui ont rapidement atteint des proportions virales. La réaction internationale très polarisée à leur musique les a aidés à obtenir un contrat d'album avec Cherrytree Records, un label d'Interscope Records. Ils déclenchent également une querelle (diss) avec la chanteuse pop américaine Lady Gaga, qui leur propose de faire la première partie de sa tournée Born this Way Tour, ce qu'ils refusent catégoriquement.

### Pop
P J Powers remporte en 1986 le concours Song for South Africa, le premier organisé par la SABC. Ce concours vise à promouvoir la musique sud-africaine. La chanson gagnante est Sanbonani de Don Clarke. La finale est retransmise à la télévision nationale, P J Powers étant soutenue par son groupe, Hotline. Sanbonani figure sur l'album Greatest Hits de P J Powers et Hotline en 1991.

### Musique électronique

#### Drum and bass
La scène drum and bass sud-africaine voit le jour au milieu des années 1990. En 2000, des événements tels que Homegrown deviennent des rendez-vous incontournables au Cap et une plateforme de lancement pour des artistes internationaux et locaux tels que Counterstrike, SFR, Niskerone, Tasha Baxter, Anti Alias et Rudeone. Parmi les autres événements réguliers, citons It Came from the Jungle au Cap et Science Friksun à Johannesbourg.
Une émission de radio hebdomadaire Sublime Drum and Bass est animée par Hyphen sur Bush Radio.